# Коронер
Ко́ронер (англ. coroner от лат.  coronarius) — в некоторых странах англо-саксонской правовой семьи должностное лицо, специально расследующее смерти, имеющие необычные обстоятельства или произошедшие внезапно, и непосредственно определяющее причину смерти.
Коронеры — обычно избираемые общиной лица, часто из числа непрофессионалов. Их обучение — понятие весьма относительное, достаточно поверхностное. Коронерская служба существует параллельно с судебно-медицинской, так как услуги профессионала — судебного медика достаточно дорогие.
Судебно-медицинский эксперт и коронер — понятия несинонимичные. Судебный медик — врач, прошедший специальное обучение после окончания медицинского факультета. Обычно коронер ведёт расследование, когда есть подозрение в насильственных действиях, повлёкших смерть (как правило, собирает доказательства убийства).

## История
Служба коронеров была основана в средневековой Англии в 1194 году для поддержания финансовых интересов[прояснить] монарха в уголовных делах. Буквально означает: «представитель интересов Короны» (лат. custos placitorum coronae).

## Коронеры в разных странах
В некоторых странах коронер может выносить приговор самостоятельно или опираться на возглавляемую им группу следователей. Например, в Великобритании он может передавать все материалы дела на рассмотрение так называемого коронерского суда в составе самого коронера и малого жюри (6 присяжных), который заслушивает свидетелей и экспертов; затем жюри выносит вердикт о причинах смерти. Коронерский суд решает только один вопрос: можно ли считать смерть насильственной (криминальной). Если да, дело получает дальнейший ход и рассматривается в традиционном суде. При установлении неоспоримого факта криминальной смерти (убийство, ДТП, травма на производстве и тому подобное) коронер передаёт дело в суд. В некоторых странах без наличия убийства коронер может вынести решение единолично.
Чтобы стать коронером в Англии и Уэльсе, кандидат должен иметь степень в области медицины или юриспруденции, например в сфере криминологии или биомедицинских наук. У коронера должен быть опыт работы в Великобритании в качестве юриста или врача (по крайней мере, пять лет).
В Ирландии коронер назначается местными властями в качестве независимого эксперта и должен быть квалифицированным врачом или юристом.
В США современная структура существенно отличается от существующих во всех остальных странах. Так как полиция США, преимущественно, является муниципальной, то каждый город или округ самостоятельно решает, как будет устроен его полицейский аппарат. Поэтому в целом ряде городов и округов служба коронеров упразднена, а вместо неё введена служба судебно-медицинской экспертизы (англ. medical examiners). В отдельных городах и округах осталось название, но поменялась сущность (то есть коронер и его помощники, имеющие право самостоятельно давать заключение о причинах смерти (англ. assistant coroners), должны быть лицензированными врачами-патологами). В США в состав службы коронера не входит судебное подразделение. Он только принимает решение о том, является ли смерть насильственной или нет, и определяет её характер. Дальнейшее расследование осуществляет детектив полиции или ФБР. После этого дело передаётся в суд.
В России аналога коронерской службы не существует. Задачи, выполняемые коронером, разделены между судебно-медицинской экспертизой, предварительным следствием и судом. Структурой, наиболее близкой к коронерской службе, является бюро судебно-медицинской экспертизы. Судебно-медицинский эксперт по итогам осмотра места происшествия и вскрытия трупа — делает вывод о том, является смерть насильственной или нет. На основании этих выводов следователь принимает решение о возбуждении уголовного дела. В случае, если судебно-медицинский эксперт не признал смерть насильственной — уголовное дело не возбуждается. В противном случае — возбуждается уголовное дело, следователь определяет квалификацию совершённого преступления.